# Affricata uvulare sorda
L'affricata uvulare sorda è un tipo di suono consonantico, usato in alcune lingue parlate. I simboli dell'alfabeto fonetico internazionale che rappresentano questo suono sono ⟨q͡χ⟩ e ⟨q͜χ⟩, e il simbolo X-SAMPA equivalente è q_X. La barra può essere omessa, dando ⟨qχ⟩ nell'IPA e nell'X-SAMPA è q_XqX.
C'è anche l'affricata preuvulare sorda in alcune lingue, che è articolata un po' più avanti rispetto al luogo di articolazione della prototipica affricata uvulare sorda, sebbene non così avanti come il prototipo affricata velare sorda. L'alfabeto fonetico internazionale non ha un simbolo separato per quel suono, sebbene possa essere trascritto come ⟨q̟͡χ̟⟩ o ⟨q͡χ˖⟩ (entrambi i simboli denotano un ⟨q͡χ⟩ avanzato) o ⟨k̠͡x̠⟩ (retratto ⟨k͡x⟩). I simboli X-SAMPA equivalenti sono rispettivamente q_+_X_+ e k_-_x_-.

## Caratteristiche
- Il suo modo di articolazione è affricato, il che significa che viene prodotto prima interrompendo completamente il flusso d'aria, quindi consentendo il flusso d'aria attraverso un canale ristretto nel punto di articolazione, provocando turbolenza.
- Il suo luogo di articolazione è uvulare, il che significa che si articola con la parte posteriore della lingua (il dorso) nell'ugola.
- è una consonante sorda, in quanto questo suono è prodotto solo dal sibilare dell'aria e non dalle corde vocali.

## Occorrenza

### Uvulare prototipica
| Lingua            | Lingua                | Parola  | AFI            | Significato | Appunti                                            |
| ----------------- | --------------------- | ------- | -------------- | ----------- | -------------------------------------------------- |
| tedesche alemanne | Alto e altri dialetti | Gschänk | [ˈkʃæŋq͡χ]      | 'presente'  | Velare k͡x in altri dialetti.                       |
| adighè            | Natujaitsy            | кхъэ    | [q͡χa]          | 'grave'     | Dialettale. Corrisponde a [qʰ] in altri dialetti.  |
| Avara             | Avara                 | хъарахъ | [q͡χʰːaˈraq͡χʰː] | 'cespuglio' | Contrasta con [q͡χʼː].                              |
| inglese           | Scozzese              | clock   | [kl̥ɒq͡χ]        | 'orologio'  | Possibile realizzazione con la lettera finale /k/. |
| cabarda           | cabarda               | кхъэ    | [q͡χa]          | 'Serio'     |                                                    |
| Persiana          | alcuni dialetti       | ﻗﻔل‎     | [q͡χofl]        | 'Chiusi'    | Fortificazioni della lettera iniziale /q/.         |

### Pre-uvulare
| Lingua | Lingua | Parola | AFI      | Significato | Appunti                                                           |
| ------ | ------ | ------ | -------- | ----------- | ----------------------------------------------------------------- |
| Uzbeca | Uzbeca | quruq  | [q̟uɾ̪uq̟͡χ̟] | 'Asciutto'  | allofono di /q/ nella parola finale e posizioni preconsonantiche. |